# Budki Ciecierowskie
Budki Ciecierowskie – przysiółek wsi Ciecierówka w Polsce, położony w  województwie mazowieckim, w powiecie lipskim, w gminie Rzeczniów.
W latach 1975–1998 przysiółek administracyjnie należał do województwa kieleckiego.
15 sierpnia 1944 żandarmeria niemiecka w odwecie za straty poniesione w potyczce z partyzantami, aresztowała 20 mieszkańców i doszczętnie spaliła wieś. Aresztowani zostali po kilku dniach zamordowani.